# مغامرات روبن هود (فلم)
مغامرات روبن هود The Adventures of Robin Hood هو فيلم أمريكي من إنتاج شركة Warner Bros. تم تصويره عام 1938،بواسطة Warner Bros. من إنتاج هال بي واليس وهنري بلانك،وإخراج مايكل كيرتس وويليام كيلي،وإيرول فلين،وأوليفيا دي هافيلاند،وباسل لا ستارنج سبون،وكلود راينز،وباتريك نولز،ويوجين باليت،وآلان هيل الأب. اشتهرت بعملها الحائز على جائزة الأوسكار لإريك وولفجانج كورنجولد.
الفيلم من تأليف نورمان رايلي ورين وستون إي ميللر. القصة تتبع الفارس السكسوني الأسطوري روبن هود،الذي قاتل كقائد للمتمردين ضد الأمير جون والإمبراطور النورماندي الذي يضطهد المدنيين السكسونيين في غياب ريتشارد قلب الأسد خلال الحروب الصليبية.
لاقى فيلم مغامرات روبن هود استحسان النقاد منذ صدوره. في عام 1995،اعتبرت مكتبة الكونجرس الأمريكية الفيلم ذا أهمية ثقافية أو تاريخية أو جمالية وتم اختياره للحفظ بواسطة السجل الوطني للأفلام.
لعب آلان هيل،الذي لعب دور جون جونيور،نفس الدور في نسخة دوجلاس فيربانكس عام 1922 من الفيلم،ولعبه مرة أخرى لمدة 28 عامًا في إصدار كولومبيا لعام 1950 لفيلم "The Thief of Sherwood Forest".

## الشخصيات
- إيرول فلين بدور روبن هود
- أوليفيا دي هافيلاند بدور الاميرة ماريانا
- بازل راثبون بدور Guy of Gisbourne
- كلود راينس بدور الامير جون
- باتريك نويلز[الإنجليزية] بدور ويل سكارليت
- إيوجين بالية بدور Friar Tuck
- آلان هيل سينيور بدور جون الصغير
- ميلفيل كوبر[الإنجليزية] بدور High Sheriff of Nottingham
- Ian Hunter بدور الملك ريتشارك قلب الاسد
- Una O'Connor بدور Bess
- هربرت ماندين[الإنجليزية] بدور Much
- مونتاجو لوف بدور the Bishop of the Black Canons
- Leonard Willey بدور Sir Essex
- Robert Noble بدور سير رالف
- Kenneth Hunter بدور Sir Mortimer
- روبرت وارويك بدور Sir Geoffrey
- Colin Kenny بدور Sir Baldwin
- ليستر ماتثيو[الإنجليزية] بدور Sir Ivor
- هاري كوردينج بدور Dickon Malbete
- هوارد هيل بدور Captain of Archers (also Elwyn the Welshman [uncredited])
- Ivan F. Simpson بدور Proprietor of Kent Road Tavern

الشخصيات الثانوية
- Lionel Belmore بدور Humility Prin (proprietor of Saracens Head Tavern)
- Charles Bennett بدور Peddler at Tournament
- فرانك هاجني بدور Man-at-arms
- هوميلز هيربرت بدور Archery Referee
- Crauford Kent بدور Sir Norbett
- كارول لانديس بدور Guest at Banquet
- Leonard Mudie بدور Town Crier
- Reginald Sheffield بدور Herald at Archery Tournament
- Trigger بدور Lady Marian's horse[Note 1]

## الترشيحات والجوائز
| السنة | الحدث | الفئة                      | النتيجة |
| ----- | ----- | -------------------------- | ------- |
|       |       | أوسكار أحسن موسيقى تصويرية | فوز     |

## الميزانية والإيرادات
بلغت تكلفة إنتاج الفيلم حوالي 2.033 مليون دولار بينما حقق أرباحا تقدر بـ 3.981 مليون دولار.

## وصلات خارجية
- مقالات تستعمل روابط فنية بلا صلة مع ويكي بيانات